# Chácaras Maria Dilce
Chácaras Maria Dilce, por vezes nomeado como Conjunto Maria Dilce, é um bairro da cidade brasileira de Goiânia, localizado na região noroeste do município.
Mesmo com seu projeto original aprovado por edital do INCRA em 1973, a ocupação do bairro se deu de forma irregular, assim como vários outros bairros de sua região. No entanto, o bairro se desenvolveu de forma um pouco distinta dos demais e contém maior quantidade de áreas verdes, residências e indústrias que servem à região noroeste de Goiânia.
Segundo dados do Instituto Brasileiro de Geografia e Estatística (IBGE), divulgados pela prefeitura, no Censo 2010 a população do Chácaras Maria Dilce era de 306 pessoas.